# Хипернатремија
Хипернатремија је поремећај електролита који карактерише повећана концентрација натријума у крви човека. Катјони натријума су у екстрацелуларном простору главни катјони, те значајно утичу на осмоларност плазме, па је често поремећај концентрације натријума уједно и поремећај осмоларности плазме.
Нормалне вредности концетрације натријума у крви одраслих су између 137 и 146 mmol/L.

## Узроци
Хипернатремију могу узроковати:
- Недовољан унос воде у тело
- Појачано излучивање воде
- Унос хипертони течности
- Вишак хормона Минералокортикоидиа

## Симптоми
Хипернатремија се може манифестовати благим неспецифичним симптом има као што су летаргија, општа слабост, едем, а у случају већих повећања концентрације може наступити кома.